# D.O.
Do Kyung-soo (en hangul, 도경수; en hanja, 都敬秀; romanización revisada, Do Gyeong-su; McCune-Reischauer, To Kyŏng-su; Goyang, Gyeonggi, 12 de enero de 1993), conocido artísticamente como D.O. (디오), es un cantante y actor surcoreano. Fue presentado como integrante de EXO en enero de 2012, debutando oficialmente en abril del mismo año. Comenzó con su carrera actoral dos años después en el drama It's Okay, That's Love de la cadena televisiva SBS. En diciembre del mismo año, fue elegido por críticos como el mejor actor entre cuarenta ídolos-actores que participaron en series de televisión en 2014. En julio de 2021, D.O. debutó como solista con su primer miniálbum Empathy.

## Biografía y carrera

### 1993-2015: Primeros años e inicios en su carrera musical
Nacido en Goyang, ciudad localizada en la Provincia de Gyeonggi en Corea del Sur, D.O. asistió a la escuela primaria Goyang Poongsan, la escuela secundaria Baekshin y la escuela secundaria Baekseok. Tiene un hermano llamado Do Seung-soo. Comenzó a cantar cuando asistía a la primaria y fue un ávido participante en concursos de canto a lo largo de su período escolar en la secundaria. En 2010, fue reclutado por un cazatalentos de SM Entertainment, un sello discográfico surcoreano, quien le recomendó que hiciera una audición para la agencia, después de ganar en un festival de canto local. Luego, se convirtió en aprendiz de SM durante sus dos últimos años de secundaria, donde entrenó en las áreas de canto, actuación y danza. Interpretó las canciones «Anticipation» de Na Yoon-kwon y «My Story» de Brown Eyed Soul en su audición.
D.O. fue presentado formalmente como integrante de EXO el 30 de enero de 2012, debutando oficialmente el 8 de abril del mismo año con el lanzamiento de Mama. El 24 de abril, junto con varios artistas de su compañía, lanzó una canción titulada «Dear My Family» como banda sonora de la película biográfica I AM. Al año siguiente, colaboró con f(x), grupo de su misma empresa, en la canción «Goodbye Summer» del álbum Pink Tape. El 29 de noviembre de 2013, SM Entertainment anunció que D.O. haría su debut como actor en la película Cart, interpretando a Choi Tae-young, un estudiante de secundaria, cuya madre (interpretada por Yum Jung-ah) trabaja en un gran supermercado, y después de ser despedida injustamente de su trabajo, decide luchar por sus derechos y tomar posición contra la gestión opresiva. La película se estrenó en el Festival Internacional de Cine de Toronto en septiembre de 2014. En marzo de 2014, fue elegido para participar en el drama It's Okay, That's Love, interpretando el papel de Han Kang-woo. En octubre del mismo año, protagonizó el remake del vídeo musical de «I'm Your Girl» creado para el programa EXO 90:2014. El 3 de noviembre, lanzó la canción «Crying Out» para la banda sonora de Cart.
En abril de 2015, protagonizó junto a sus compañeros de grupo el drama EXO Next Door, también protagonizado por la actriz Moon Ga-young. Al  mes siguiente, se confirmó que protagonizaría la película Pure Love, junto con Kim So-hyun, interpretando a Beom Sil. La película comenzó a rodarse en junio del mismo año en Goheung, Jeolla del Sur, y se estrenó en febrero de 2016. En junio de 2015, apareció en el drama Hello Monster de KBS, interpretando al psicópata Lee Joon-young. Su actuación dejó una fuerte impresión en los espectadores, atrayendo elogios de los usuarios de Internet, críticos y expertos de la industria.

### 2016-presente: Reconocimiento profesional y debut como solista
El 11 de enero de 2016 se confirmó que D.O. lideraría el elenco de actores de voz para la película animada The Underdog, estrenada en julio de 2018 durante el Festival Internacional de Cine Fantástico de Bucheon (BIFAN). Las entradas para la película se agotaron en nueve segundos, logrando un récord al vender todos los boletos en poco tiempo para una película estrenada en BIFAN. En la película D.O. interpreta a Moongchi, un perro que se separa de su dueño y desencantado por su abandono, se embarca en una aventura para descubrir un reino desprovisto de seres humanos, llevándose una jauría de otros perros en el camino. El 16 de febrero del mismo año, SM Entertainment lanzó un teaser para el sencillo «Tell Me (What is Love)», interpretado por D.O y Yoo Young-jin. La canción fue lanzada oficialmente el 19 de febrero como parte del proyecto SM Station. En abril, D.O. fue elegido como parte del elenco de la película Along with the Gods: The Two Worlds, una adaptación de un webtoon homónimo, que gira en torno a una corte del más allá, donde los fallecidos se someten a diversas pruebas durante 49 días. La secuela, titulada Along with the Gods: The Last 49 Days, fue lanzada el 1 de agosto de 2018. Después del estreno de su primera entrega en los cines de Corea del Sur, la película atrajo a 422 339 espectadores en su primer día y encabezó la taquilla con casi 2.9 millones de dólares.
En octubre de 2016, fue elegido para participar en la película de terror y misterio Room No.7, el rodaje comenzó en enero de 2017. De octubre a noviembre de 2016, protagonizó el drama web Be Positive, junto a Chae Seo-jin, producido por Samsung. En noviembre del mismo año, D.O. actuó junto a Jo Jung-suk y Park Shin-hye en la película My Annoying Brother, interpretando a un atleta de judo a nivel nacional. D.O. y Jo Jung-suk también grabaron la banda sonora de la película, titulada «Do not Worry». Al año siguiente, fue elegido para protagonizar a un príncipe heredero en el drama 100 Days My Prince. En el mismo año, el cantante protagonizó Swing Kids, una película ambientada en un campo de concentración en Corea del Norte durante la guerra de Corea. Interpreta a un soldado norcoreano que se enamora del claqué en medio del caos.
El 30 de mayo de 2019, D.O. escribió una carta escrita a mano para los fanes de EXO luego de que se revelaran noticias sobre su alistamiento al servicio militar de forma voluntaria. Su período como soldado inició el 1 de julio. El mismo día, lanzó una canción en solitario que él mismo coescribió para SM Station. Actualmente trabaja en la División de capital de Infantería Mecanizada como cocinero. En junio de 2020, actuó en el musical Return: The Promise Of The Day, junto a su compañero de grupo, Xiumin, como soldados. En diciembre del mismo año, tomó sus últimas vacaciones militares y no regresó a su base de acuerdo con los protocolos del ejército con respecto a la pandemia de COVID-19. Fue dado de baja de su servicio militar el 25 de enero de 2021.
En febrero de 2021, se confirmó que se había unido al elenco principal del remake coreano de la película taiwanesa Secret. En la película intrpreta a un estudiante que toca el piano. El 25 de junio del mismo año, SM Entertainment anunció que D.O. lanzaría su primer álbum en solitario a fines de julio. Su primer EP, Empathy, se lanzó  el 26 de julio. En 2022, D.O. regresó a la televisión con la serie de Bad Prosecutor.

## Imagen
Fue elegido por los críticos como el mejor actor de 40 ídolos actores que participaron en dramas de 2014. La revista Max Movie, enumeró a D.O. en la lista «11 estrellas en ascenso» en su edición de febrero de 2016. La lista fue marcado por el 60% de los resultados de investigación de la audiencia y el 40% de los críticos de cine. Las 11 estrellas son los que tienen un gran potencial para el futuro y están constantemente construyendo su carrera en el cine.

## Discografía

### EP
| Título                                                                                 | Detalles | Mejor posición | Mejor posición | Ventas                                            | Certificación   |
| Título                                                                                 | Detalles | COR            | JPN            | Ventas                                            | Certificación   |
| -------------------------------------------------------------------------------------- | --- | -------------- | -------------- | ------------------------------------------------- | --------------- |
| Empathy                                                                                | - Lanzamiento: 26 de julio de 2021 - Discográfica(s): SM Entertainment - Formato(s): CD, descarga digital, streaming | 1              | 4              | - COR: 378 715 - CHN: 81 030 - JPN: 26 590 (Fís.) | - KMCA: Platino |
| «–» indica que el lanzamiento no se posicionó en la lista o no se lanzó en esa región. | |                |                |                                                   |                 |

### Sencillos
| Título | Año                    | Mejor posición         | Mejor posición         | Mejor posición         | Ventas (DL)            | Álbum                              |
| Título | Año                    | COR                    | COR                    | US World               | Ventas (DL)            | Álbum                              |
| Título | Año                    | Gaon                   | Hot 100                | US World               | Ventas (DL)            | Álbum                              |
| Como artista principal | Como artista principal | Como artista principal | Como artista principal | Como artista principal | Como artista principal | Como artista principal             |
| --- | ---------------------- | ---------------------- | ---------------------- | ---------------------- | ---------------------- | ---------------------------------- |
| «Tell Me What Is Love» | 2014                   | 44                     | N/A                    | —                      | - COR: 29 668          | Exology Chapter 1: The Lost Planet |
| «For Life» (Versión en inglés) | 2019                   | —                      | —                      | —                      | N/A                    | Exo Planet 4 - The EℓyXiOn (dot)   |
| «That's okay» (괜찮아도 괜찮아) | 2019                   | 12                     | 19                     | 11                     | N/A                    | SM Station                         |
| «Rose» (로즈) | 2021                   | 22                     | —                      | 16                     | N/A                    | Empathy                            |
| Colaboraciones |                        |                        |                        |                        |                        |                                    |
| «Tell Me (What Is Love)» (con Yoo Young-jin) | 2016                   | 12                     | N/A                    | 2                      | - COR: 145 281         | S.M. Station Season 1              |
| Como invitado |                        |                        |                        |                        |                        |                                    |
| «Goodbye Summer» (f(x) featuring D.O.) | 2013                   | 7                      | 26                     | —                      | - COR: 292 583         | Pink Tape                          |
| Bandas sonoras |                        |                        |                        |                        |                        |                                    |
| «Dear My Family» (con SM Town) | 2012                   | —                      | —                      | —                      | N/A                    | I AM. OST                          |
| «Scream» | 2014                   | 22                     | N/A                    | —                      | - COR: 79 688          | Cart OST                           |
| «Don't Worry» (con Jo Jung-suk) | 2016                   | 100                    | N/A                    | —                      | - COR: 19 498          | My Annoying Brother OST            |
| «–» indica que el lanzamiento no fue lanzado o no se posicionó en ese territorio. Nota: K-pop Hot 100 inició en agosto de 2011, se discontinuó en junio de 2014 y fue restablecido en diciembre de 2017. |                        |                        |                        |                        |                        |                                    |

### Composiciones
| Canción       | Año  | Álbum               | Artista  | Letras     | Letras                       |
| Canción       | Año  | Álbum               | Artista  | Acreditado | Con                          |
| ------------- | ---- | ------------------- | -------- | ---------- | ---------------------------- |
| «That's Okay» | 2019 | SM Station Season 3 | Él mismo | Yes        | Jo Yoon-kyung, Hwang Yoo-bin |
| «Rose»        | 2021 | Empathy             | Él mismo | Yes        | N/A                          |
| «I'm Fine»    | 2021 | Empathy             | Él mismo | Yes        | Hwang Yoo-bin, Kim Tokki     |

## Filmografía

### Películas
| Año  | Título                                | Papel             | Notas            | Ref.                 |
| ---- | ------------------------------------- | ----------------- | ---------------- | -------------------- |
| 2014 | Cart                                  | Choi Tae-young    | Papel secundario |                      |
| 2015 | SMTown: The Stage                     | Él mismo          | Documental       |                      |
| 2016 | Pure Love                             | Beom Sil          | Papel principal  |                      |
| 2016 | Hyung                                 | Doo Young         | Papel principal  |                      |
| 2017 | Room No.7                             | Tae-jung          | Papel principal  |                      |
| 2017 | Along with the Gods: The Two Worlds   | cabo Won Il-byung | Reparto          | [ 67 ]               |
| 2018 | Along with the Gods: The Last 49 Days | cabo Won Il-byung | Reparto          | [ 67 ]               |
| 2018 | The Underdog                          | Moongchi          | Voz principal    |                      |
| 2018 | Swing Kids                            | Roh Ki-soo        | Papel principal  |                      |
| 2022 | Secret                                | Ye Xiang Lun      | Papel principal  |                      |
| 2023 | The Moon                              | Hwang Sun-woo     | Papel principal  | [ 68 ] [ 69 ] [ 70 ] |
| 2025 | Secret: Untold Melody                 | Kim Yoo-jun       | Papel principal  | [ 71 ] [ 72 ]        |

### Dramas
| Año  | Título                 | Rol                | Canal         | Notas                                      |
| ---- | ---------------------- | ------------------ | ------------- | ------------------------------------------ |
| 2014 | It's Okay, That's Love | Han Kang-woo       | SBS           | Papel de apoyo                             |
| 2015 | EXO Next Door          | Él mismo           | Naver TV Cast | Papel principal                            |
| 2015 | Hello Monster          | Lee Joon-young     | KBS2          | Aparición especial (ep. 1-2, 8, 10-11, 16) |
| 2016 | Be Positive            | Kim Hwan-dong      | Naver         | Papel principal                            |
| 2018 | 100 Days My Prince     | Lee Yool / Wondeok | tvN           | Papel principal                            |
| 2022 | Bad Prosecutor         | Jin Jung           | KBS2          | Protagonista                               |

## Premios y nominaciones
| Año  | Premio                                       | Categoría                      | Trabajo nominado       | Resultados | Ref    |
| ---- | -------------------------------------------- | ------------------------------ | ---------------------- | ---------- | ------ |
| 2014 | 16th Seoul International Youth Film Festival | Mejor Joven Actor              | It's Okay, That's Love | Ganador    | [ 74 ] |
| 2014 | 3rd APAN Star Awards                         | Mejor Nuevo Actor              | It's Okay, That's Love | Ganador    | [ 75 ] |
| 2015 | 10th Max Movie Awards                        | Mejor Nuevo Actor              | Cart                   | Nominado   |        |
| 2015 | 9th Asian Film Awards                        | Mejor Recién Llegado           | Cart                   | Nominado   |        |
| 2015 | 51st Baeksang Arts Awards                    | Mejor Nuevo Actor (TV)         | It's Okay, That's Love | Nominado   |        |
| 2015 | 51st Baeksang Arts Awards                    | Actor Más Popular (TV)         | It's Okay, That's Love | Nominado   |        |
| 2015 | 52nd Grand Bell Awards                       | Mejor Actor Secundario         | Cart                   | Nominado   |        |
| 2015 | 52nd Grand Bell Awards                       | Premio de Popularidad          | Cart                   | Nominado   |        |
| 2016 | Max Movie Best Films Awards                  | Estrella naciente              | Pure Love              | Ganador    |        |
| 2016 | 52nd Paeksang Arts Awards                    | Actor de Películas Más Popular | Pure Love              | Ganador    | [ 76 ] |
| 2017 | 53rd Baeksang Arts Awards                    | Mejor Actor Revelación         | Hyung                  | Nominado   |        |
| 2017 | 53rd Baeksang Arts Awards                    | Actor Más Popular              | Hyung                  | Ganador    |        |
| 2017 | Korean Film Shining Star Awards              | Mejor Actor Revelación         | Hyung                  | Ganador    |        |